# Kambúdzsija perzsa király
Kambúdzsija (óperzsal: 𐎣𐎶𐏍𐎩𐎡𐎫, ka-ma-bū-ja-i-ya, normalizált alakja Kambūjiya, ógörögül: Καμβύσης, azaz II. Kambüszész, latinul: Cambyses), (Kr. e. 558 – Kr. e. 522 júliusa) akhamenida uralkodó, II. Kurus (Kürosz) legidősebb fia, Kr. e. 529-től utóda.
II. Kambüszész hatalmát önkényúrként gyakorolta. Az ellene lázadókat leverte, és megölette testvérét, Bardíját is. Széles koalíciót hozott létre, és arab, föníciai és görög segítséggel megtámadta Egyiptomot.

## Élete
Egyiptom elfoglalását még apja, Kurus tervezte el. Célja az volt, hogy megbosszulja Amanitól, Egyiptom királyától elszenvedett sérelmeit. Megtámadta Egyiptomot és el is foglalta Kr. e. 525-ben; a peluszioni csatában és Memphisz mellett aratott győzelmet Egyiptom felett.
Egyiptom után Etiópia ellen indult, de élelmiszerei elfogytak és így kénytelen volt visszatérni.
Ezután szerencsétlenségek sora következett: a líbiai pusztán átvonuló sereg a homokba fulladt, a Karthágó ellen tervezett hadjárat pedig terv maradt, mivel a föníciaiak nem akartak vele – saját gyarmatvárosuk ellen – szövetségre lépni.
Kambúdzsija az elszenvedett kudarc miatti haragjában az egyiptomi templomok pusztításába kezdett, megölette apisukat és kivégeztette papjaikat is.
Kr. e. 522-ben a tartományokban lázadás tört ki, melynek letörése végett Kambüszész oda sietett. Elinduláskor épp a lovára akart ülni, amikor kardjába botlott és halálosan megsebesítette magát.
A katonai vezetők azonban megmentették Perzsiát a széthullástól. Közülük lépett elő I. Dárajavaus, aki alatt a birodalom fénykorát élte.

### Krónika
Marcus Iunianus Iustinus így ír Kambüszészről (Világkrónika, I:IX):

„IX. Utána fia, Cambyses következett, aki atyja birodalmához Egyiptomot is hozzácsatolta, de felháborodva az egyiptomiak babonáin, Apisnak és a többi istennek is leromboltatta a templomait. (Kr. e. 525) Hammon leghíresebb templomának elfoglalására is küldött egy sereget, amelyet homokvihar lepett meg, és megsemmisült. Ezután álmában látta, hogy testvére, Mergis fog uralkodni. Eme álomlátástól megrémülve nem habozott a szentségtörések után még testvérgyilkosságot is elkövetni. Nehéz volna elgondolni, hogy övéinek kegyelmezzen az, aki a vallás megvetésével még az istenek ellen is garázdálkodott. E kegyetlen szolgálatra barátai közül egy mágust, név szerint Gometest szemelte ki. Eközben azonban maga pusztult el, súlyosan megsebesülve combján a saját maga kirántotta kard által, így bűnhődött meg részint a testvérgyilkosság elrendeléséért, részint a szentségtörés elkövetéséért.”